# Onitis bilobatus
Onitis bilobatus là một loài bọ cánh cứng trong họ Bọ hung (Scarabaeidae).